# カトリック平戸口教会
カトリック平戸口教会（カトリックひらどぐちきょうかい）は、長崎県平戸市田平町にある、キリスト教（カトリック）の聖堂。
その名の通り、平戸大橋や松浦鉄道のたびら平戸口駅にほど近い交通の要衝に位置する。

## 沿革[1]
当初、田平教会の第二代主任司祭のイグナチオ中田藤吉神父が保育園を創設、その園舎を利用して仮の聖堂としていたがコロンバン会のグリニー師が在住していた1952年に現在の聖堂を建立し、2月28日に山口司教によって祝別された。その後1960年に田平教会から分離、平戸口小教区として独立した。